# San José de los Fresnos
San José de los Fresnos är en ort i Mexiko.   Den ligger i kommunen San Francisco del Rincón och delstaten Guanajuato, i den centrala delen av landet, 300 km nordväst om huvudstaden Mexico City. San José de los Fresnos ligger 1 757 meter över havet och antalet invånare är 210.
Terrängen runt San José de los Fresnos är platt söderut, men norrut är den kuperad. Runt San José de los Fresnos är det mycket tätbefolkat, med 1 135 invånare per kvadratkilometer. Närmaste större samhälle är San Francisco del Rincón, 2,8 km väster om San José de los Fresnos. Trakten runt San José de los Fresnos består till största delen av jordbruksmark.